# Ligne de tramway 72 (Anvers)
La ligne 72 est une ancienne ligne du tramway vicinal d'Anvers de la Société nationale des chemins de fer vicinaux (SNCV) qui reliait Anvers au lieu-dit de Putte à Kappellen à la frontière avec la ville néerlandaise du même nom entre 1934 et 1966.

## Histoire
1er mars 1934 : mise en service (traction électrique), construction d'une section entre Hoevenen et Kapellen (capital 23), section Anvers - Hoevenen commune avec la ligne Anvers - Lillo (capital 23), section Kapellen - Kapellen (Putte) reprise à la ligne Anvers - Kapellen (Putte) (capital 22)[réf. souhaitée]; exploitation par la SNCV.
1er avril 1966 : suppression, remplacement par un autobus sous le même indice.

### Articles
- (en) Wim Kusee, « Tramways in Belgium : NMVB / SNCV », sur kusee.nl (consulté le 31 octobre 2019)
- « Les débuts du réseau vicinal des polders anversois et de la campine anversoise », Nos vicinaux, no 76,‎ septembre 1958, p. 14-16 (lire en ligne)